# Milada Horáková
Milada Horáková (de nacimiento Králová, Praga, 25 de diciembre de 1901 –ibidem, 27 de junio de 1950) fue una política checa y miembro del movimiento de resistencia clandestina durante la Segunda Guerra Mundial. Fue una víctima de asesinato judicial, condenada y ejecutada por el Partido Comunista de Checoslovaquia, sobre la base de cargos fabricados de conspiración y traición. Siendo la única mujer ejecutada durante estos procesos. Muchas figuras prominentes en Occidente, incluyendo Albert Einstein, Vincent Auriol, Eleanor Roosevelt y Winston Churchill, intercedieron por su vida.
Fue ejecutada en la Prisión de Pankrác en Praga utilizando una variante primitiva de la horca. Murió después de ser estrangulada durante más de 13 minutos. Sus restos nunca fueron encontrados.
Su condena fue anulada en 1968. Fue completamente rehabilitada en la década de 1990 y recibió póstumamente la Orden de Tomáš Garrigue Masaryk (1.ª Clase) y la Orden de la Doble Cruz Blanca (1.ª Clase).

## Primeros años
La Dra. Horáková nació como Milada Králová en Praga. A la edad de 17 años, en el último año de la Primera Guerra Mundial, fue expulsada de la escuela por participar en una manifestación contra la guerra. Completó su educación secundaria en la recién formada Checoslovaquia y estudió derecho en la Universidad Carolina, graduándose en 1926. Su vida política temprana fue influenciada por la senadora Františka Plamínková, fundadora del Consejo Nacional de Mujeres.
Horáková se casó con su esposo Bohuslav Horák en 1927. Su hija, Jana, nació en 1933.
De 1927 a 1940, trabajó en el departamento de bienestar social de la autoridad municipal de Praga. Además de centrarse en cuestiones de justicia social, Horáková se convirtió en una destacada defensora de la igualdad de las mujeres. También fue activa en la Cruz Roja Checoslovaca. En 1929 se unió al Partido Social Nacional Checo, que, a pesar de la similitud en los nombres, era un fuerte opositor del nacionalsocialismo alemán.

## Resistencia durante la guerra
Después de la ocupación alemana de Checoslovaquia en 1939, Horáková se involucró en el movimiento de resistencia clandestina. Junto con su esposo, fue arrestada e interrogada por la Gestapo en 1940, en su caso debido a su actividad política anterior a la guerra. Fue enviada al gueto de Terezín y luego a varias prisiones en Alemania.
En el verano de 1944, Horáková compareció ante un tribunal en Dresde. A pesar de que la fiscalía exigía la pena de muerte, fue condenada a 8 años de prisión. Fue liberada en Baviera en abril de 1945 por las fuerzas estadounidenses en las etapas finales de la Segunda Guerra Mundial.

## Actividad política
Tras la liberación de Checoslovaquia en 1945, Horáková regresó a Praga y se unió al liderazgo del reconstituido Partido Social Nacional Checo. Se convirtió en miembro de la Asamblea Nacional Provisional. En 1946, ganó un escaño en la Asamblea Nacional electa representando la región de České Budějovice en el sur de Bohemia.
Sus actividades políticas se centraron nuevamente en fortalecer el papel de las mujeres en la sociedad y en preservar las instituciones democráticas de Checoslovaquia. Fundó una revista femenina, Vlasta, en 1947. Poco después del golpe de Estado comunista en febrero de 1948, renunció al parlamento en protesta. A diferencia de muchos de sus colegas políticos, Horáková decidió no abandonar Checoslovaquia hacia Occidente y continuó siendo activa políticamente en Praga. El 27 de septiembre de 1949, fue arrestada y acusada de ser la líder de un presunto complot para derrocar al régimen comunista.

## Juicio y ejecución
Antes de enfrentar el juicio, Horáková y sus coacusados fueron sometidos a intensos interrogatorios por parte de la StB, el órgano de seguridad del Estado checoslovaco, utilizando tanto torturas físicas como psicológicas. Se le acusó de liderar una conspiración para cometer traición y espionaje instigada por Estados Unidos, Gran Bretaña, Francia y Yugoslavia. La evidencia de la presunta conspiración incluía la presencia de Horáková en una reunión de figuras políticas de los partidos Nacional Socialista, Social Demócrata y del Pueblo Checoslovaco, en septiembre de 1948, para discutir su respuesta a la nueva situación política en Checoslovaquia. También se le acusó de mantener contactos con figuras políticas checoslovacas en el exilio en Occidente.
El juicio de Horáková y doce de sus colegas comenzó el 31 de mayo de 1950. Fue diseñado para ser un "juicio de exhibición", al igual que los de las "Grandes Purgas" soviéticas de la década de 1930. Fue supervisado por asesores soviéticos y acompañado por una campaña pública organizada por las autoridades comunistas, que exigía la pena de muerte para los acusados. Los fiscales del Estado fueron dirigidos por el Dr. Josef Urválek e incluyeron a Ludmila Brožová-Polednová. Los procedimientos del juicio fueron cuidadosamente orquestados con confesiones de culpabilidad obtenidas de los acusados.
Una grabación del evento, descubierta en 2005, reveló la valiente defensa de Horáková de sus ideales políticos. Invocando los valores de los presidentes democráticos de Checoslovaquia, Tomáš Garrigue Masaryk y Edvard Beneš, declaró que "nadie en este país debería ser condenado a muerte o encarcelado por sus creencias."
Milada Horáková fue condenada a muerte el 8 de junio de 1950, junto con otros tres coacusados (Jan Buchal, Oldřich Pecl y Záviš Kalandra). Muchas figuras prominentes en Occidente, como el científico Albert Einstein, el ex primer ministro británico Winston Churchill, el presidente francés Vincent Auriol y la ex primera dama de Estados Unidos Eleanor Roosevelt, pidieron clemencia por su vida, pero las sentencias fueron confirmadas. Horáková fue ahorcada en la Prisión de Pankrác de Praga el 27 de junio de 1950, a la edad de 48 años. Se reportó que sus últimas palabras fueron: "He perdido esta pelea pero me voy con honor. Amo este país, amo a esta nación, luchen por su bienestar. Me voy sin rencor hacia ustedes. Les deseo, les deseo..."
Después de la ejecución, el cuerpo de Horáková fue cremado en el Crematorio de Strašnice, pero sus cenizas no fueron devueltas a su familia. Su paradero es desconocido. Y eso a pesar de la actividad clandestina llevada a cabo por el director del crematorio František Suchý y su hijo, de nombre homónimo, que consiguieron salvar multitud de cenizas de los regímenes totalitarios nazi y comunista. 

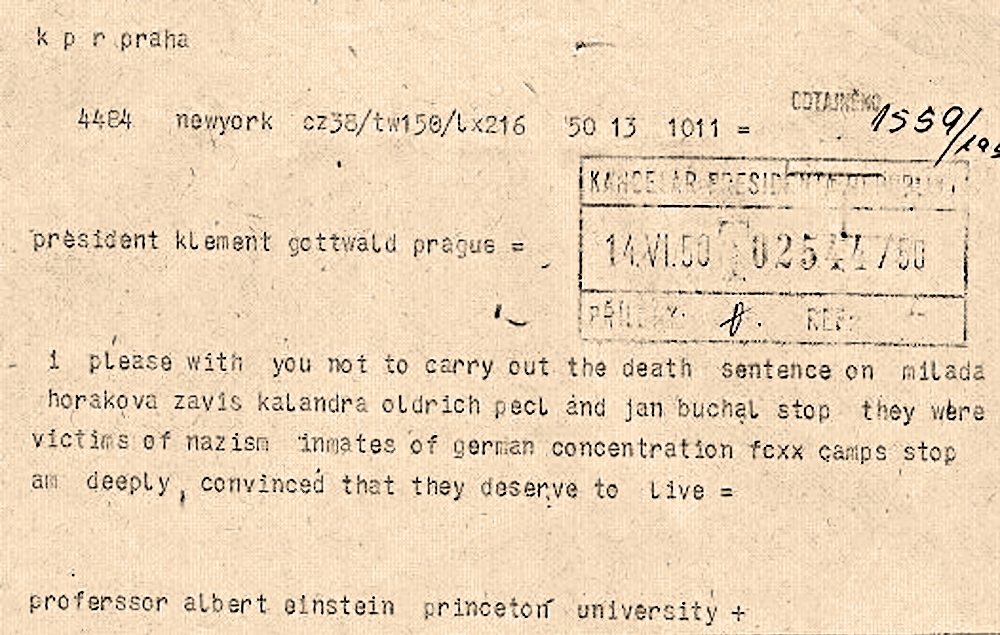
Telegrama de Albert Einstein solicitando clemencia para los acusados

### Otros acusados
- Jan Buchal (1913–1950), oficial de Seguridad del Estado (ejecutado).
- Vojtěch Dundr (1879–1957), ex Secretario del Partido Socialdemócrata Checo (15 años).
- Dr. Jiří Hejda (1895–1985), ex propietario de fábrica (cadena perpetua).
- Dr. Bedřich Hostička (1914–1996), Secretario del Partido del Pueblo Checoslovaco (28 años).
- Záviš Kalandra (1902–1950), periodista marxista (ejecutado).
- Antonie Kleinerová (1901–1996), exmiembro del Parlamento por el Partido Nacional Social Checoslovaco (cadena perpetua).
- Dr. Jiří Křížek (1895–1970), abogado (22 años).
- Dr. Josef Nestával (1900–1976), administrador (cadena perpetua).
- Dr. Oldřich Pecl (1903–1950), ex propietario de minas (ejecutado).
- Profesor Dr. Zdeněk Peška (1900–1970), profesor universitario (25 años).
- František Přeučil (1907–1996), editor (cadena perpetua).
- Fráňa Zemínová (1882–1962), editora y exmiembro del Parlamento por el Partido Nacional Social Checoslovaco (20 años).

## Rehabilitaciones y honores

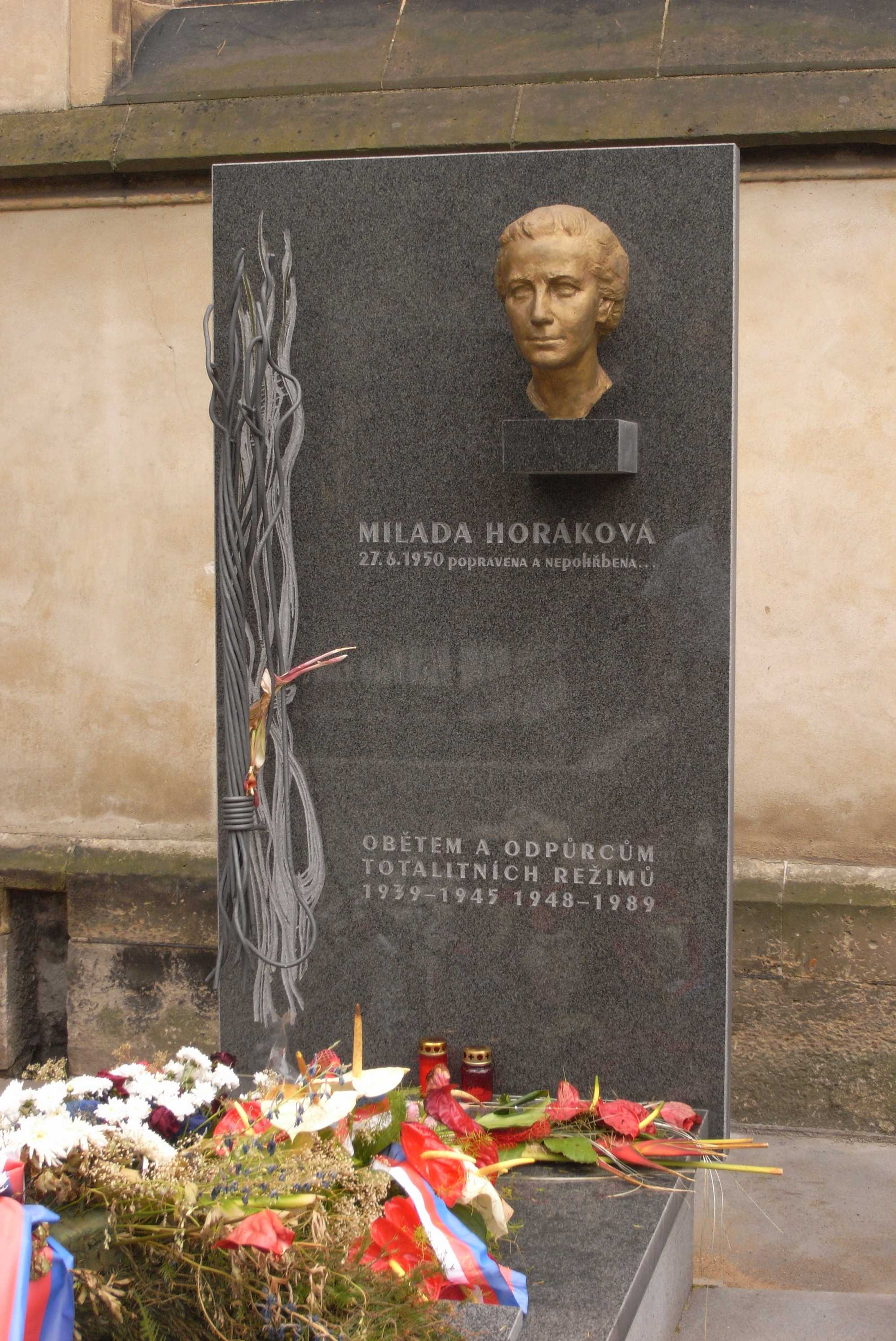
Memorial a Milada Horáková.

El veredicto del juicio fue anulado en junio de 1968 durante la Primavera de Praga. La ocupación soviética de Checoslovaquia que siguió, y la represión de la resistencia, interrumpieron el proceso de su rehabilitación. Su rehabilitación no se completó hasta después de la Revolución de Terciopelo de 1989.
En 1990, una importante avenida en Praga 7, Letná, fue renombrada en su honor. En 1991, fue galardonada póstumamente con la Orden de Tomáš Garrigue Masaryk (1.ª Clase). El 27 de junio, día de su ejecución, fue declarado "Día de Conmemoración de las Víctimas del Régimen Comunista" en la República Checa.
El 11 de septiembre de 2008, a los 86 años, Ludmila Brožová-Polednová, única sobreviviente de la fiscalía en el juicio de Horáková, fue condenada a seis años de prisión por ayudar en el asesinato judicial de Milada Horáková. Brožová-Polednová fue liberada de la detención en diciembre de 2010, debido a su edad y estado de salud, y falleció el 15 de enero de 2015.
En enero de 2020 fue galardonada póstumamente con la Orden de la Doble Cruz Blanca (1.ª Clase) por la presidenta eslovaca Zuzana Čaputová. El premio fue aceptado por Erika Mačáková, miembro del Club de Milada Horáková.

## Familia
El esposo de Milada Horáková, Bohuslav Horák, evitó ser arrestado en 1949, escapando a Alemania Occidental y luego estableciéndose en Estados Unidos. Su hija, Jana, tenía 16 años en el momento de la ejecución de su madre y fue criada por su tía. Jana no pudo reunirse con su padre en Estados Unidos hasta 1968, donde formó una familia con tres nietos. 
Las últimas cartas de Horáková, incluidas aquellas dirigidas a su esposo y su hija, han sido publicadas en traducción al inglés.

## Legado
Milada Horáková deja un legado significativo como símbolo de resistencia contra el totalitarismo, la defensa de los derechos humanos y la promoción de la democracia. A su memoria está honrada con varios lugares conmemorativos.

Lugares conmemorativos de Milada Horáková
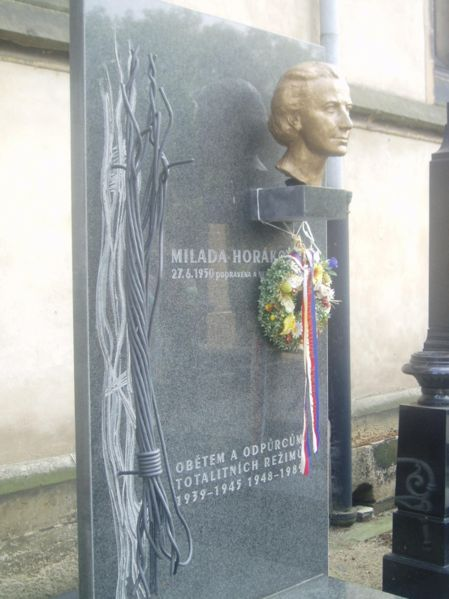
Tumba simbólica de M. Horáková en el Cementerio de Vyšehrad (ejecutada y no sepultada)
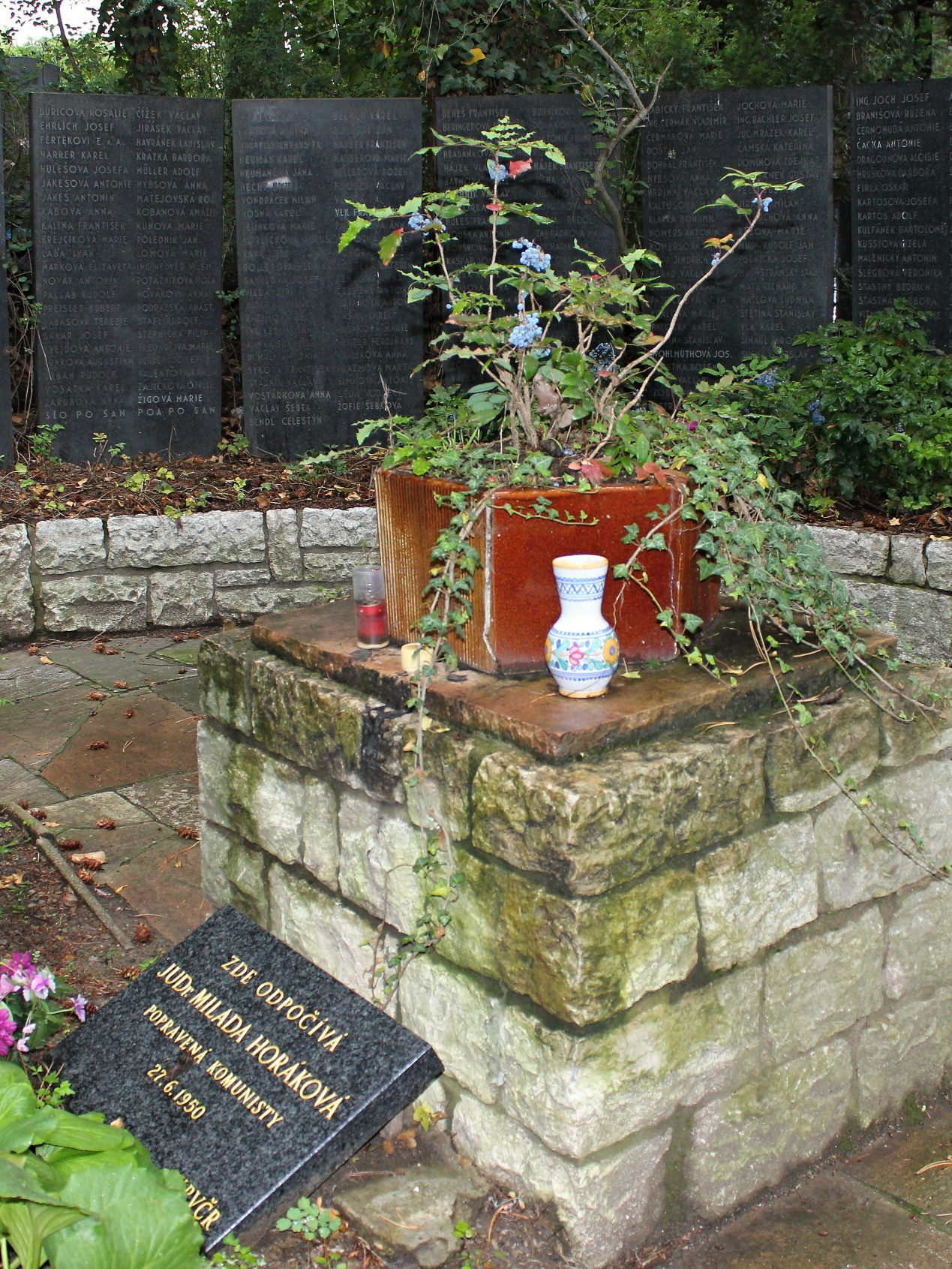
Tumba de M. Horáková en el crematorio de Strašnice
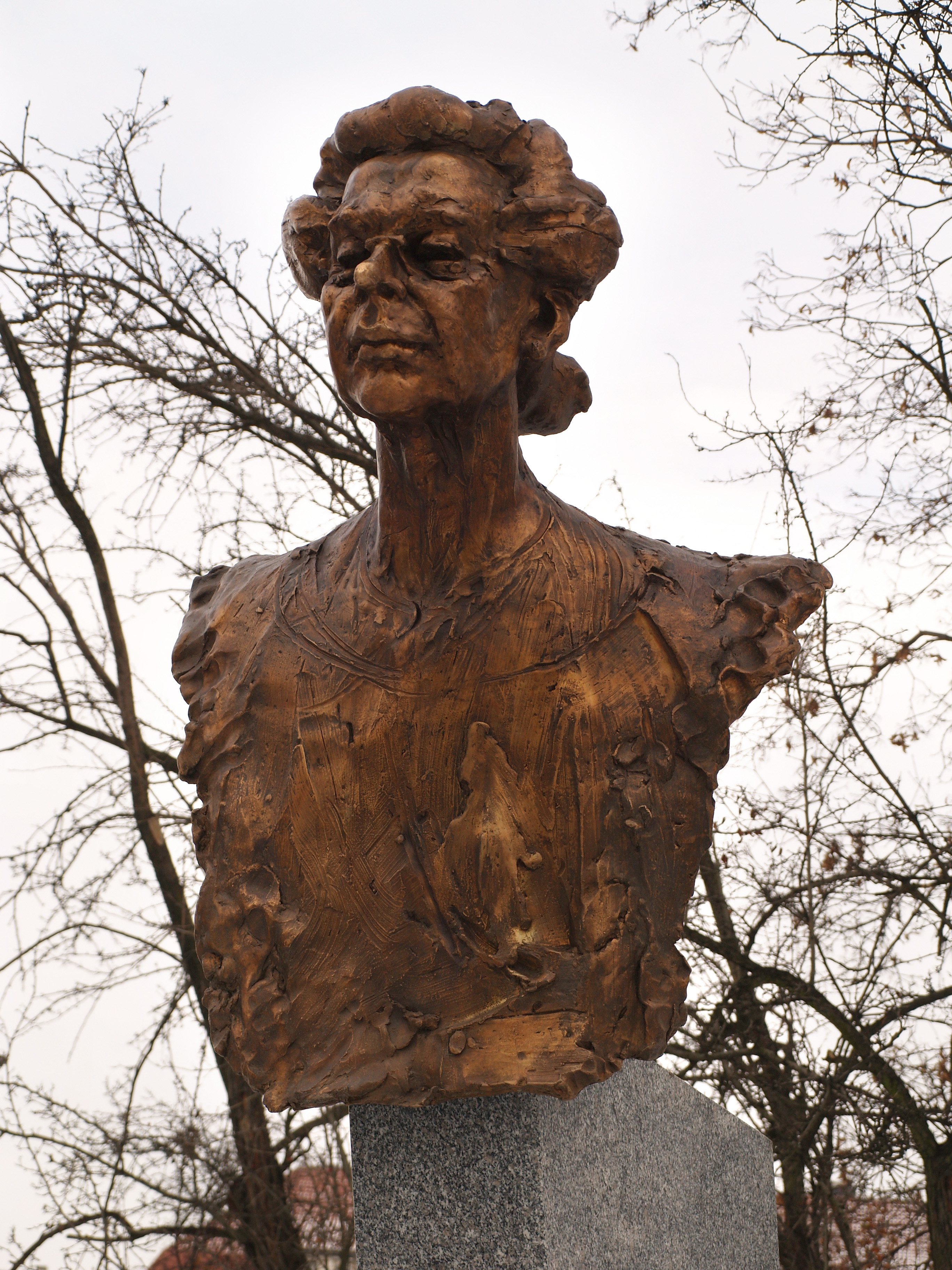
Busto en el monumento frente a la Prisión de Pankrác, Praga 4 – Nusle
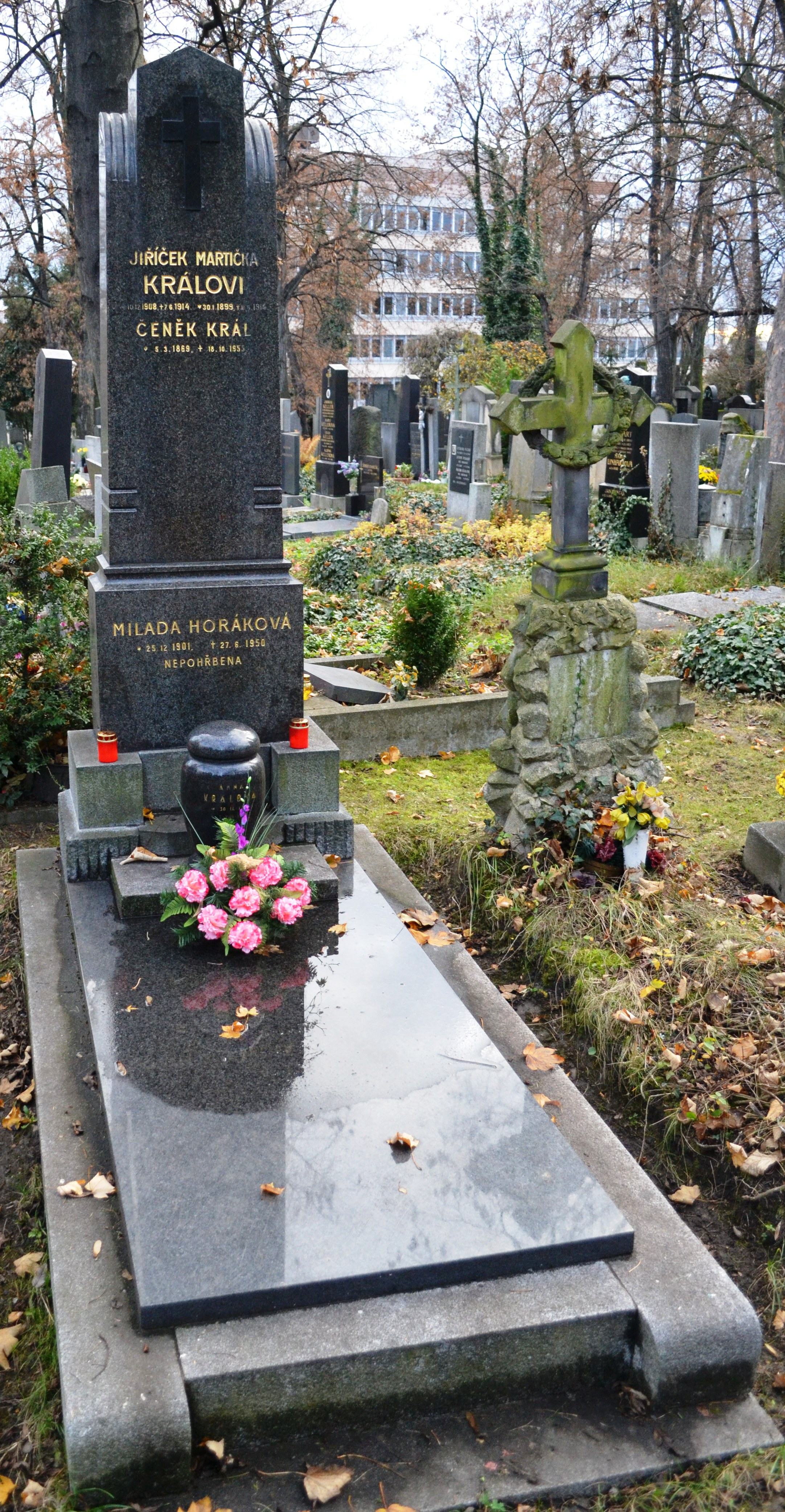
Lugar simbólico de descanso final de M. Horáková en el Cementerio de Vinohrady en Praga
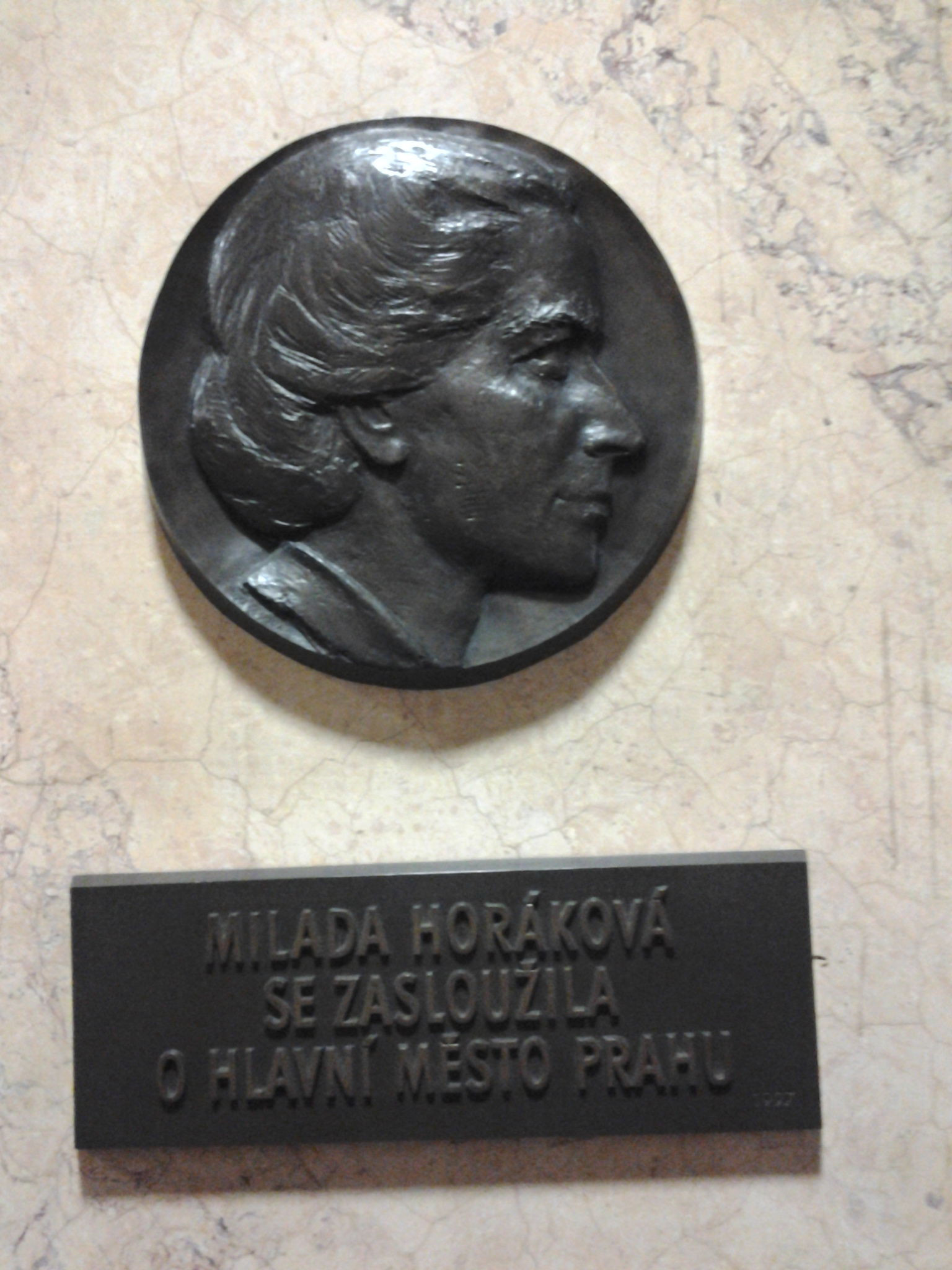
El medallón retrato de M. Horáková en la escalera de la Nueva Municipalidad.
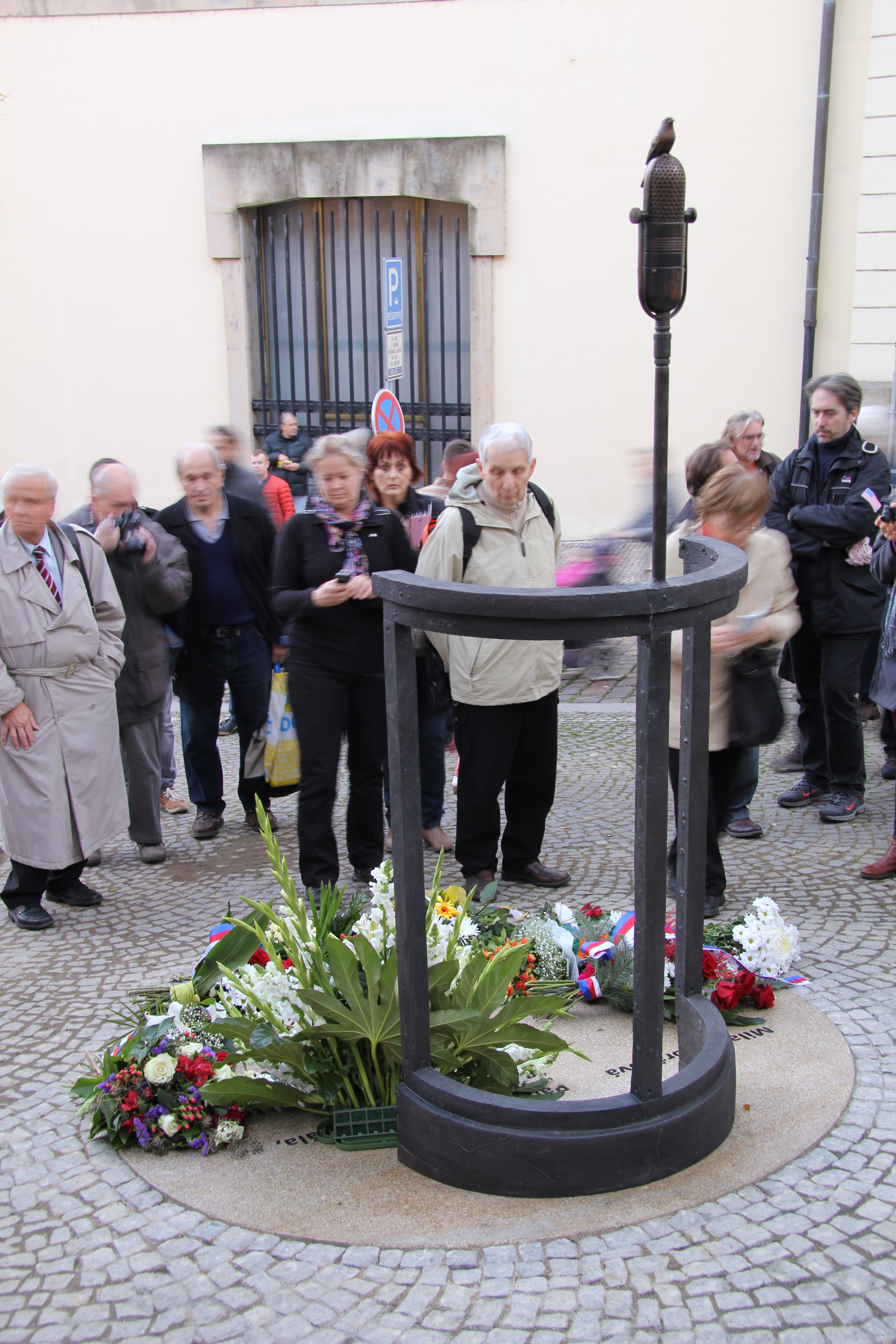
Monumento de M. Horáková en la Plaza de las Cinco Iglesias en Praga
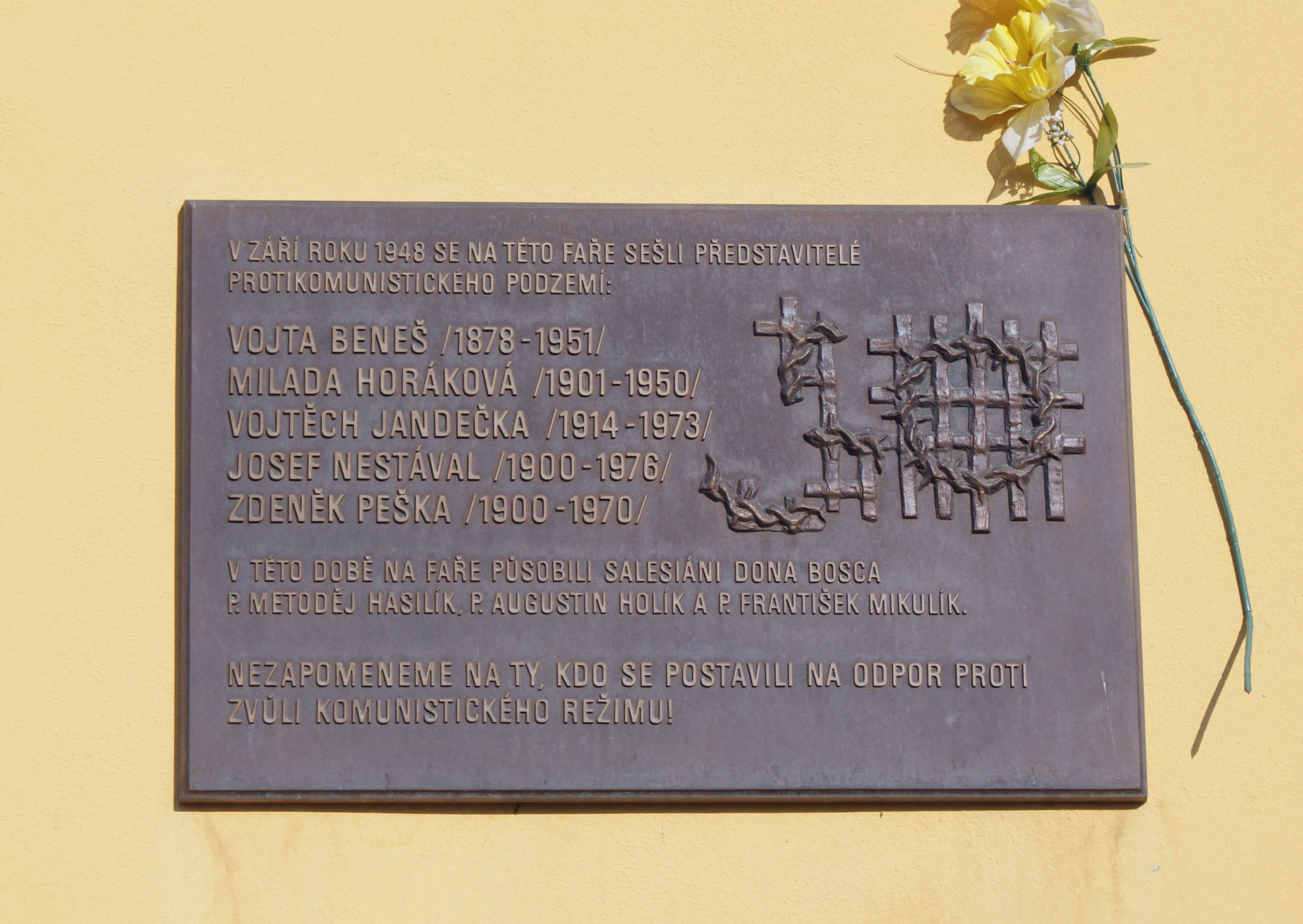
Placa conmemorativa en la rectoría de Vinoř
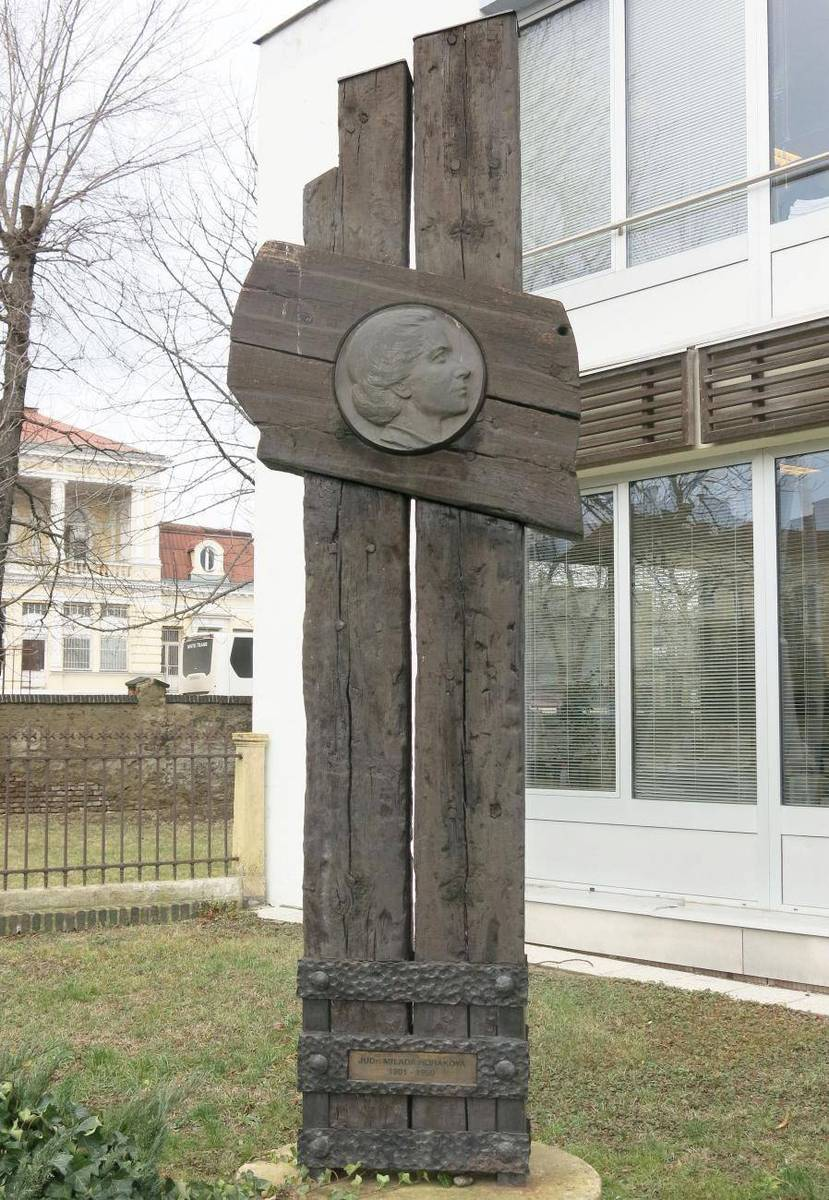
Monumento en Teplice
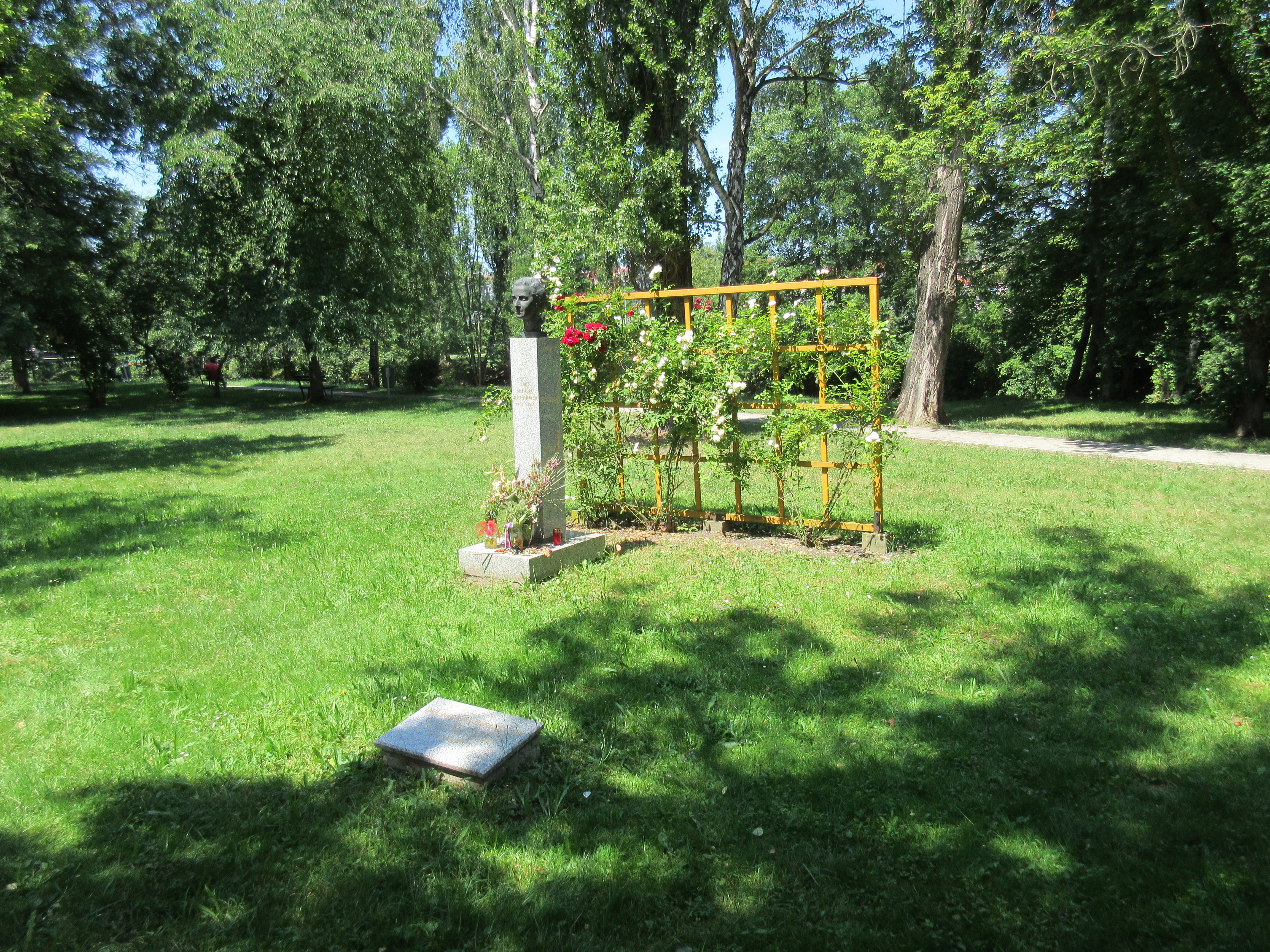
Busto en el parque junto al río Ploučnice en Česká Lípa
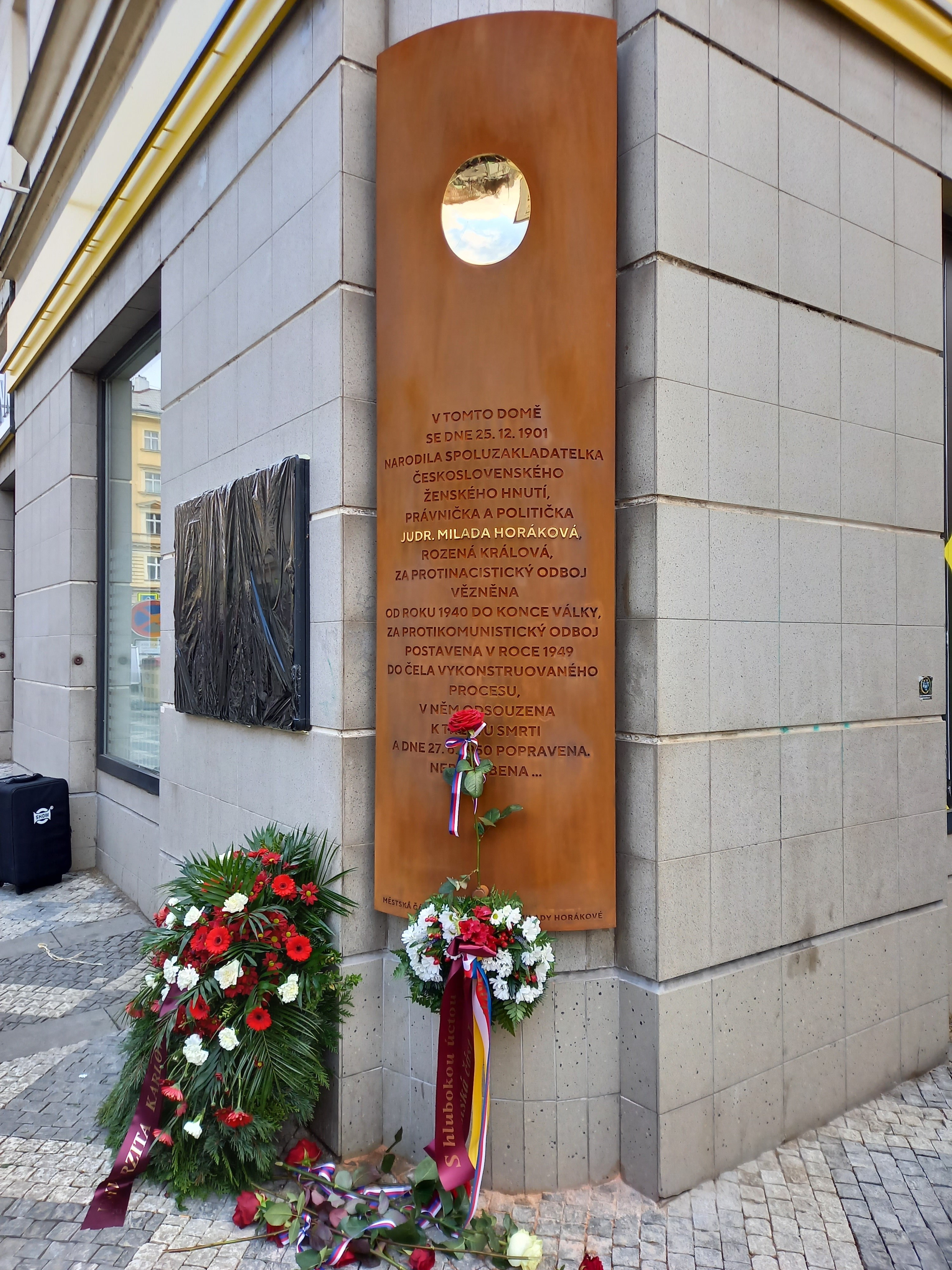
Placa conmemorativa en su casa natal en Vinohrady, Praga

## Película biográfica
Milada, una película checo-americana sobre la vida de Milada Horáková, se estrenó en noviembre de 2017. El papel de Horáková lo interpreta la actriz israelí-estadounidense Ayelet Zurer. La producción en inglés está dirigida por el cineasta checo David Mrnka, quien también fue uno de los guionistas del guion.